# 苏高利
苏高利（Sugauli），是印度比哈尔邦Purba Champaran县的一个城镇。总人口31362（2001年）。

## 人口
该地2001年总人口31362人，其中男性16827人，女性14535人；0—6岁人口6242人，其中男3244人，女2998人；识字率42.18%，其中男性为51.01%，女性为31.96%。